# Stefan Heizinger
Stefan Heizinger (* 1975 in Linz) ist ein österreichischer bildender Künstler und Kulturtätiger. Er ist Mitbegründer und Betreiber von Kulturinitiativen in Salzburg (periscope, SUPER) und Wien (batolit). 

## Leben
Stefan Heizinger studierte von 1994 bis 2000 an der Universität Mozarteum Salzburg.

## Werk
In seiner künstlerischen Auseinandersetzung bezieht Stefan Heizinger Bildquellen auf sich und unterzieht sie einem Prozess der individuellen Umdeutung und Veränderung. Es entstehen daraus malerisch-räumliche Werke und Ausstellungssituationen, mit der Idee, das Publikum in diesen Prozess einer Persönlichkeitsentwicklung einzubinden.
Er ist Mitglied der MAERZ (Künstlervereinigung) und Vorstandsmitglied des Salzburger Kunstvereins.

## Auszeichnungen
- 2020: KEP Arbeitsstipendium des Landes Salzburg
- 2011: Talentförderungsprämie des Landes Oberösterreich
- 2008: Slavi-Soucek-Stipendium
- 2001: Leistungsstipendium der Universität Mozarteum

### Nominierungen
- zum Großen Kunstpreis des Landes Salzburg 2011
- zum Kardinal König Kunstpreis 2009
- zum STRABAG Art Award 2008
- zum Guasch Coranty International Painting Prize 2008

## Werke in öffentlichen Sammlungen
- Artothek des Bundes
- Kunstsammlung des Landes Oberösterreich
- Sammlung Galerie Marenzi
- Sammlung des Landes Salzburg
- Sammlung der Stadt Salzburg
- Museum der Moderne Salzburg

## Ausstellungen

### Solopräsentationen
- 2018: MAERZ (Künstlervereinigung), Linz, Futur Extrakt
- 2018: Galerie Marenzi, Leibnitz, Strong Sensations Studies
- 2017: Galerie Trapp, Salzburg, Emotikonen
- 2016: Bildraum 07, Wien, circa_kunstgeschichte[2]
- 2014: Galerie Trapp, Fan-Fiction
- 2012: Galerie 5020, Salzburg, Séance und Gegenzauber[3][4]
- 2010: Galerie Eboran, Salzburg, Vier Farben (Blau, Rot, Rosa, Grau)[5]
- 2009: Galerie an der Universität KHG, Linz, Pool
- 2003: Galerie 5020, Brundle´s Himmelsritt

### Ausstellungsbeteiligungen (Auswahl)
- 2022: Galerie im Traklhaus, Salzburg, Kunstankäufe des Landes Salzburg
- 2021: Projektraum Neuland, Bochum (DE), Die Grüne Diele
- 2020: Ebensperger Rhomberg, Salzburg, Fortress of Salt
- 2018: C. Rockefeller Center, Dresden (DE)[6]
- 2018: Neuer Sächsischer Kunstverein, Dresden (DE), brecht
- 2016: oqbo | raum für bild wort ton, Berlin (DE)[7]
- 2015: MAXXX Project Space, Sierre (CH)
- 2014: Motorenhalle, Projektzentrum für zeitgenössische Kunst, Dresden (DE)
- 2014: Sammlung Lenikus Studios, Wien
- 2013: Österreichisches Kulturforum Warschau (PL)
- 2011: Galerie im Traklhaus, Salzburg, Großer Kunstpreis des Landes Salzburg[8]
- 2010: AtelierFrankfurt, Frankfurt am Main (DE)[9]
- 2008: Center of Art Tecla Sala, Barcelona (ES)
- 2007: Salzburger Kunstverein, Die Wand[10]
- 2006: End Gallery, Hallam University, Sheffield (UK), Ideas of Identity

### Messebeteiligungen (Auswahl)
- Art Austria, Wien, 2014
- Kunstmesse Linz, 2010, 2014
- Parallel Vienna, 2014 bis 2020
- Viennafair, Wien, 2015

## Publikationen (Auswahl)
- 2011: Show me Emotion.[11]